# Svaté Pole (přírodní památka)
Svaté Pole je přírodní památka jihovýchodně od obce Horažďovice v okrese Klatovy. Leží k katastrálním území Svaté Pole u Horažďovic. Oblast spravuje Agentura ochrany přírody a krajiny ČR.
Důvodem ochrany je zachování mezofytních luk s výskytem početné populace vstavače kukačky (Orchis morio). Z dalších rostlinných druhů se na lokalitě vyskytuje vzácný ovsíček obecný (Aira caryophyllea), šalvěj luční (Salvia pratensis), vratička měsíční (Botrychium lunaria), vítod chocholatý (Polygala comosa), tolice nejmenší (Medicago minima), světlík tuhý (Euphrasia stricta), tařice kališní (Alyssum alyssoides), lnička drobnoplodá (Camelina microcarpa), rožec pětimužný (Cerastium semidecandrum), rožec lepkavý (Cerastium glutinosum), pomněnka různobarvá (Myosotis discolor), kokrhel menší (Rhinanthus minor), úročník bolhoj (Anthyllis vulneraria), pryšec obecný (Euphorbia esula), rozrazil jarní (Veronica verna), pryskyřník hlíznatý (Ranunculus bulbosus), smělek jehlancovitý (Koeleria pyramidata) a další.

## Historie
Přírodní památka byla vyhlášena Krajským úřadem Plzeňského kraje nařízením číslo 2/2007 3. dubna 2007 s datem účinnosti od 25. května 2007. V témže roce 11. června byl taktéž schválen plán péče o přírodní památku mezi lety 2007 až 2016.